# Modesty Blaise
Pour le film de Joseph Losey, voir Modesty Blaise (film).
Modesty Blaise est un personnage de comic strip britannique qui met en scène un personnage de fiction du même nom, créé par Peter O'Donnell (écrivain) et Jim Holdaway (dessinateur) en 1963. Le strip suit les aventures de Modesty Blaise, jeune femme exceptionnelle dotée de nombreux talents et d'un passé criminel, et de son acolyte de confiance, Willie Garvin. Ce strip a été adapté au cinéma en 1966, 1982 et 2003, ainsi que dans une série de romans et nouvelles, à partir de 1965.

## Présentation du personnage
En 1945, une fillette sans nom s'échappe d'un camp de personnes déplacées (DP) à Kalyros, en Grèce. Elle n'a aucun souvenir de son passé récent et erre à travers la mer Méditerranée, le Moyen-Orient et l'Afrique du Nord de l'après-guerre. Elle apprend à survivre à la dure et se lie d'amitié à un autre réfugié errant, un érudit juif hongrois originaire de Budapest du nom de Lob qui lui offre une éducation et un nom: Modesty (elle ajoutera "Blaise" plus tard, d'après le nom du tuteur de Merlin dans la légende arthurienne). Lob meurt lorsque Modesty a 12 ans. En 1953, elle finit par prendre le contrôle du gang criminel d'Henri Louche à Tanger et le développe jusqu'à un niveau international connu sous le nom de "Le Réseau".
Durant ces années, elle fait la connaissance de Willie Garvin. En dépit de la vie désespérée qu'il mène, elle perçoit son potentiel et lui offre de travailler pour elle. Inspiré par la confiance qu'elle lui accorde, il s’élève à la position de bras droit du Réseau et devient le meilleur ami et l'homme de confiance de Modesty. Ils partagent une relation strictement platonique basée sur le respect mutuel et les intérêts partagés. Willie Garvin l'appelle toujours "Princesse", une façon de s'adresser à elle qu'il est le seul à utiliser. D'autres membres du Réseau appellent Modesty "Mam'selle". Bien que leur relation ne comporte aucun aspect sexuel, ce sont les divers amants de Modesty qui sont souvent jaloux de Garvin, plutôt que l'inverse, car il est le seul homme qui fait toujours partie de sa vie, tandis qu'eux-mêmes vont et viennent. De même, certaines petites amies de Willie commencent par être jalouses de Modesty, avant de parvenir dans certains cas - comme Lady Janet - à comprendre comment fonctionne la dynamique entre eux.
Modesty obtient la nationalité britannique en épousant l'anglais James Turner à Beyrouth et divorce rapidement après ; Turner meurt un an plus tard d'alcoolisme. Lorsque Modesty estime avoir accumulé suffisamment d'argent, elle se retire des affaires et, s'étant fixé comme règle de ne jamais interférer avec les secrets du gouvernement de Sa Majesté, emménage en Angleterre, tout comme Willie Garvin. Mais tous deux s'ennuient dans leurs nouvelles vies de riches oisifs et ils acceptent d'aider Sir Gerald Tarrant, un fonctionnaire de haut rang des Services Secrets britanniques. C'est à ce moment que commence véritablement l'histoire, bien qu'elle soit présentée de manière différente dans le premier comic strip et dans le premier roman. La fortune de Modesty est estimée à 500.000 livres sterling en 1963. Elle vit à Londres dans un appartement de haut standing qui surplombe Hyde Park et possède également une villa à Tanger ainsi qu'un cottage à deux miles de Benildon dans le Wiltshire.
Nombre de ses aventures sont construites sur des virées dans lesquelles elle et Willie Garvin sont impliqués en raison de leur association avec Tarrant. Cependant, ils peuvent aussi bien décider d'aider de parfaits inconnus ou combattre divers méchants excentriques dans des endroits exotiques de leur propre gré si la cause correspond à leurs valeurs ; les "fantômes" liés à l'ancien Réseau émergent de temps à autre pour les hanter. Bien que Modesty et Willie n'hésitent pas à tuer si nécessaire, ils évitent autant que possible de le faire et se fient plutôt à leurs extraordinaires capacités physiques et martiales.

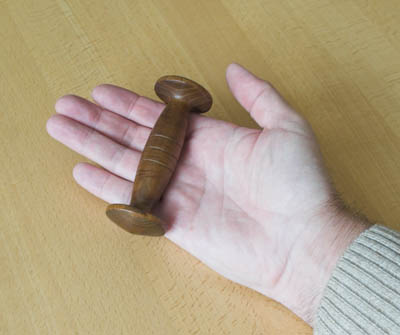
Un yawara en forme d'haltère, appelé "kongo" dans Modesty Blaise

Les combats que Modesty et Willie ont à affronter sont souvent très spéciaux. Peter O'Donnell met l'accent sur le combat à mains nues et les armes inhabituelles. L'arme favorite de Modesty est un "kongo" (ou yawara) et si, dans ses premières aventures, elle préfère le Colt calibre 32 et l'automatique MAB D calibre 32 ACP, dans les publications ultérieures elle change pour le pistolet automatique Star PD .45. De son côté, l'arme favorite de Willie est le couteau de lancer, dont il porte généralement une paire. De nombreuses autres armes bizarres (comme le bâton de combat, l'épée, la sarbacane ou la fronde) et des techniques de combat inattendues font aussi leur apparition.
Conformément à l’esprit de la "chronologie flottante" de toutes les séries de comic strips et des personnages de fiction, Modesty et Willie ne vieillissent généralement pas au fil des décennies, Modesty ayant toujours la vingtaine bien passée et Willie étant de huit ans son aîné. Les seules exceptions à cette règle se trouvent dans le strip racontant l'origine de Modesty (In the Beginning), dans le recueil de nouvelles de 1996 (Cobra Trap, qui est le dernier livre de Modesty Blaise et qui contient cinq histoires dans lesquelles l'âge de Modesty avance approximativement de 20 à 52 ans) et dans le film My Name Is Modesty (2003), préquelle dépeignant Modesty à la fin de son adolescence.
Dans l'ouvrage collectif Myths for the Modern Age: Philip José Farmer's Wold Newton Universe, Chuck Loridans publie un article intitulé The Daughters of Greystoke dans lequel il avance que Modesty est la fille de Tarzan et de La d'Opar.

## Lecomic strip
Peter O'Donnell conçoit son personnage après une rencontre de hasard alors qu'il sert au Moyen-Orient. Après une courte période de collaboration avec Frank Hampson (le créateur de Dan Dare) qui le laisse sur sa faim, O'Donnell choisit de travailler avec Jim Holdaway, avec lequel il avait déjà travaillé sur le strip Romeo Brown. Modesty Blaise commença à paraître le 13 mai 1963 dans l’Evening Standard ; le strip est repris par un grand nombre de journaux parmi lesquels le Johannesburg Star, le Detroit Free Press, le Bombay Samachar (en), The Telegraph, (Calcutta, Inde), The Star, The West Australian (Perth, Australie) et The Evening Citizen (Glasgow, Écosse).
Après la mort de Jim Holdaway en 1970, c'est l'artiste espagnol Enrique Badía Romero qui dessinera le strip,. Huit ans plus tard, Romero abandonne pour se consacrer à d'autres projets de bandes-dessinées et, après deux courtes tentatives de John M. Burns (en) et Patrick Wright, Neville Colvin dessinera le strip jusqu'en 1986, date à laquelle Romero reprend le collier et continuera jusqu'à l'arrêt de la série.
La publication du strip aux États-Unis est erratique, entre autres à cause des occasionnelles scènes de nu, beaucoup moins bien acceptées là-bas qu’ailleurs, ce qui a conduit à une version censurée du strip (Modesty utilise à l'occasion une tactique qu'elle appelle le "Clouage", par laquelle elle se présente seins nus afin de distraire les méchants suffisamment longtemps pour donner à Willie ou à elle-même une occasion de les mettre hors de combat). Un exemple de cette censure se trouve dans l'introduction du volume Death Trap (réimpression de Titan Books - 2007), qui illustre deux segments de l'arc narratif, The Junk Men qui avait été censuré par le Detroit Free Press lors de sa première publication en 1977 ; dans les deux cas, un carré a été dessiné par-dessus des images de Willie et Modesty légèrement vêtus. Selon certaines sources, bien que ces changements aient été apportés de la plume même de Romero, le dessinateur, Peter O'Donnell ne les avait pas approuvés.
Le dernier strip des aventures de Modesty Blaise est publié dans l’Evening Standard du 11 avril 2001; certains des journaux publiant la série estiment que celle-ci était devenue un classique pour leurs lecteurs et commencent alors à la rééditer depuis le premier épisode. Peter O'Donnell, afin de donner à Romero un travail supplémentaire, lui accorde la permission d'adapter une de ses nouvelles (The Dark Angels (en)) sous forme d'un roman graphique qui sera publié en Scandinavie en 2002 et réimprimé plus tard aux États-Unis dans un numéro spécial de Comics Revue (en).
Depuis le 1er décembre 2008, le Evening Standard, qui avait arrêté de publier des comic strips depuis quelque temps, publie à nouveau La Machine dans sa version originale. À la suite d'un changement de propriétaire du journal, les histoires suivantes ne seront pas rééditées.

### Numérotation des épisodes
Les strips ordinaires de Modesty Blaise sont numérotés sans interruption de 1 à 10183. Cette numérotation n'inclut pas les deux histoires In the Beginning et The Killing Ground parues dans la presse, ni les deux comic books Modesty Blaise et The Dark Angels.
À côté de la numérotation ordinaire, on trouve également un certain nombre de « A-strips ». Un A-strip porte le même numéro que le strip précédent, mais suivi d'un « A ». Ils sont utilisés pour numéroter les épisodes parus les jours où certains des journaux publiant Modesty Blaise ne paraissaient pas. Un A-strip n'est pas vital pour la continuité de l'histoire et n'est souvent qu'un complément du strip précédent. Le premier A-strip est le « 194A » et fut publié à Noël 1963 dans les journaux écossais.
Depuis décembre 1974, le Evening Standard ne paraît plus le samedi. Donc, depuis lors (c'est-à-dire depuis l'histoire Cry Wolf), un sixième des strips ont été des A-strips et n'ont pas été publiés en avant-première par le Evening Standard.
Un seul strip est numéroté avec le suffixe « X ». Il s'agit du strip numéro « 3641X » et il est en tout point semblable aux A-strips.

### Réimpressions
De nombreuses rééditions du comic strip d'une qualité variable ont été publiées au fil des ans. La plupart concernent les premières histoires, tandis que les strips des années 1980 et 1990 sont les moins réédités.
L'une des premières compilation a été publiée en 1978 lorsque Star Books, une collection de la maison d'édition W. H. Allen Ltd, publie deux albums brochés des histories dessinées par Holdaway:
- 1) In the Beginning, The Black Pearl et The Vikings;
- 2) La Machine et The Long Lever.

Ces rééditions souffrent d'une mauvaise qualité de reproduction qui rend de nombreux textes illisibles.
Entre 1981 et 1986, la maison d'édition américaine Ken Pierce Books Inc. coédite avec Eclipse Comics la réédition d'une série en huit volumes au format comic book sous-titrés Première édition américaine. Les quatre premiers livres contiennent des histoires dessinées par Holdaway dans les années 1960, tandis que les quatre derniers contiennent les strips du début des années 1980 illustrées par Neville Colvin. Ces livres souffrent également d'une mauvaise qualité de reproduction dont de nombreux textes imprimés trop clairs, ce qui les rend difficiles à lire.
Entre 1984 et 1988, la maison d'édition britannique Titan Books (en) publie huit volumes de rééditions de strips dessinés par Holdaway et Romero, couvrant la période allant de 1963 à 1974.
En 2003, la maison d'édition américaine Manuscript Press publie deux volumes des strips de Romero datant de la fin des années 1980 (Live Bait et Lady in the Dark); elle publie aussi toutes les histoires qui n'ont pas été rééditées par ailleurs sous forme de séries dans ses magazines Comics Revue et Modesty Blaise Quarterly, dont le premier, comme indiqué ci-dessus, a également publié The Dark Angels pour la première (et, à la date d'aujourd'hui, seule) fois en Angleterre. Comics Revue continue de réimprimer les strips de Modesty Blaise depuis 2008.

#### La réédition de Titan Books
À partir de mars 2004, Titan lance une nouvelle série d'albums des rééditions du strip. Ces nouvelles versions comportent des images plus grandes et proviendraient de meilleurs sources que les éditions précédentes. En plus d'une introduction à chaque histoire écrite par Peter O'Donnell (pour les volumes 1 à 16), puis par Lawrence Blackmore (à partir du volume 17), la plupart des volumes contiennent des articles relatifs à la série.
Pour l'instant, la nouvelle série de Titan a réédité toutes les années Holdaway, toute la première période de Romero, les brèves apparitions de John Burns et Pat Wright, et toutes les années Neville Colvin.
| №   | Titre                     | Année        | ISBN                     | Articles |
| --- | ------------------------- | ------------ | ------------------------ | --- |
| T1  | The Gabriel Set-Up        | 2004         | (ISBN 978-1-84023-658-3) | Blaise of Glory - 1re partie par Mike Paterson et Girl Walking par Peter O'Donnell |
| T2  | Mister Sun                | 2004         | (ISBN 978-1-84023-721-4) | Blaise of Glory - 2e partie et Modesty Maker - 1re partie, une interview de Peter O'Donnell |
| T3  | Top Traitor               | 2004         | (ISBN 978-1-84023-684-2) | Blaise of Glory - 3e partie et Modesty Maker - 2e partie |
| T4  | The Black Pearl           | 2004         | (ISBN 978-1-84023-842-6) | Modesty's Sisters - The Madeleine Brent Novels -1ère partie et Modesty Maker - 3e partie |
| T5  | Bad Suki                  | 2005         | (ISBN 978-1-84023-864-8) | A Few Words about a Man I Never Met à propos de Jim Holdaway par Walter Simonson et Modesty's Sisters - 2e partie |
| T6  | The Hell Makers           | 2005         | (ISBN 978-1-84023-865-5) | Modesty Blaise Doesn't Go To America par Max Allan Collins, Jim and Enric par Peter O'Donnell, dessins de Holdaway pour le livre Pieces of Modesty et la 1re partie d'une interview (Comic Media) de 1973 de Peter O'Donnell par Nick Landau et Richard Burton |
| T7  | The Green-Eyed Monster    | 2005         | (ISBN 978-1-84023-866-2) | Un portrait d'Enrique Badia Romero |
| T8  | The Puppet Master         | 2006         | (ISBN 978-1-84023-867-9) | Two Genuine Originals de Jan Burke et The Secret Weapons of a Femme Fatale de Rob van der Nol |
| T9  | The Gallows Bird          | 2006         | (ISBN 978-1-84023-868-6) | Blue Bird - The Censoring of The Gallows Bird |
| T10 | Cry Wolf                  | 2006         | (ISBN 978-1-84023-869-3) | The Truth behind Modesty Plays de Russell Mael et la 2e partie de l'interview de Peter O'Donnell de 1973 (Comic Media) |
| T11 | The Inca Trail            | 2007         | (ISBN 978-1-84576-417-3) | 3e partie de l'interview de Peter O'Donnell de 1973 (Comic Media) |
| T12 | Death Trap                | 2007         | (ISBN 978-1-84576-418-0) | Preserving Modesty's Modesty de Lawrence Blackmore |
| T13 | Yellowstone Booty         | 2008         | (ISBN 978-1-84576-419-7) | The Art of John Burns de Lawrence Blackmore, comprenant de dessins de Burns pour le premier roman de Modesty Blaise |
| T14 | Green Cobra               | 2008         | (ISBN 978-1-84576-420-3) | Naked Truth de Lawrence Blackmore et dessins de Burns pour le recueil Pieces of Modesty |
| T15 | The Lady Killers          | 2009         | (ISBN 978-1-84856-106-9) | Modesty McBlaise: The Glasgow Story - 1re partie de Lawrence Blackmore (strips parus uniquement dans le Glasgow Evening Citizen) |
| T16 | The Scarlet Maiden        | 2009         | (ISBN 978-1-84856-107-6) | Modesty McBlaise - 2e partie de Lawrence Blackmore |
| T17 | Death in Slow Motion      | 2010         | (ISBN 978-1-84856-108-3) | Portrait of an Artist - Neville Colvin: An Appreciation de Steve Epting |
| T18 | Sweet Caroline            | 2010         | (ISBN 978-1-84856-673-6) | - pas d'articles supplémentaires |
| T19 | The Double Agent          | 2011         | (ISBN 978-1-84856-674-3) | A Tribute to Peter O'Donnell - morceaux choisis de onze écrivains et illustrateurs; A Modest Man de Wallace Harrington, à propos de Neville Colvin |
| T20 | Million Dollar Game       | 2011         | (ISBN 978-1-84856-675-0) | - pas d'articles supplémentaires |
| T21 | Live Bait                 | 2012         | (ISBN 978-0-85768-668-8) | O'Donnell's Circus de Lawrence Blackmore |
| T22 | Lady In The Dark          | 2012         | (ISBN 978-0-85768-693-0) | - pas d'articles supplémentaires |
| T23 | The Girl in the Iron Mask | 2013         | (ISBN 978-0-85768-694-7) | - pas d'articles supplémentaires |
| T24 | The Young Mistress        | Due Oct 2013 | (ISBN 978-1-78116-709-0) | |

### Liste des histoires
Il y a 99 histoires écrites pour Modesty Blaise, que ce soit pour le comic strip ou pour toutes les autres formes imprimées, et pendant presque 40 ans, elles ont été écrites par une seule personne : Peter O'Donnell. Les strips et les comic books ont été successivement dessinés par Jim Holdaway, Enrique Badía Romero, John M. Burns (en) (John M. Burns), Patrick Wright, Neville Colvin, Dan Spiegle et Dick Giordano.
A  (Comics Revue Annual),
C  (Comics Revue),
CM  (Comic Media Vol 2, No. 2),
CS  (Comics Revue Special),
F#  (First American Edition Series, Ken Pierce),
LB  (Live Bait, Manuscript Press),
LD  (Lady in the Dark, Manuscript Press),
MB  (Comics Revue Presents Modesty Blaise),
S#  (Star Books paperback reprints, 1978),
OT#  (Titan Books, old series (1984–88)),
T#  (Titan Books, nouvelle série (2004-...)).
| The Modesty Blaise comic strip and comic book stories | The Modesty Blaise comic strip and comic book stories | The Modesty Blaise comic strip and comic book stories | The Modesty Blaise comic strip and comic book stories | The Modesty Blaise comic strip and comic book stories | The Modesty Blaise comic strip and comic book stories | The Modesty Blaise comic strip and comic book stories |
| № | Titre                                                 | Artiste                                               | Numérotation                                          | Nombre de strips                                      | Dates                                                 | Réédité dans                                          |
| --- | ----------------------------------------------------- | ----------------------------------------------------- | ----------------------------------------------------- | ----------------------------------------------------- | ----------------------------------------------------- | ----------------------------------------------------- |
| 1 | La Machine                                            | Jim Holdaway                                          | 1-114                                                 | 114                                                   | 1963-05-13 - 1963-09-21                               | T1, OT1, C 189-191, 193, S2                           |
| 2 | The Long Lever                                        | Jim Holdaway                                          | 115-211                                               | 98                                                    | 1963-09-23 - 1964-01-02                               | T1, OT1, C 192-194, S2                                |
| 3 | The Gabriel Set-Up                                    | Jim Holdaway                                          | 212-354                                               | 143                                                   | 1964-01-03 - 1964-06-18                               | T1, OT1, C 195-197                                    |
| 4 | Mister Sun                                            | Jim Holdaway                                          | 355-500                                               | 146                                                   | 1964-06-19 - 1964-12-05                               | T2, OT2, C 198-199                                    |
| 5 | The Mind of Mrs. Drake                                | Jim Holdaway                                          | 501-612                                               | 113 (112+1A)                                          | 1964-12-07 - 1965-04-19                               | T2, OT2, F2, C 201-203                                |
| 6 | UNeville Colvinle Happy                               | Jim Holdaway                                          | 613-743                                               | 131                                                   | 1965-04-20 - 1965-09-18                               | T2, OT8, F2, C 204-207                                |
| 7 | Top Traitor                                           | Jim Holdaway                                          | 744-873                                               | 131                                                   | 1965-09-20 - 1966-02-19                               | T3, F1, C 208-210                                     |
| 8 | The Vikings                                           | Jim Holdaway                                          | 874-992                                               | 119                                                   | 1966-02-21 - 1966-07-09                               | T3, F1, S1                                            |
| [1] | In the Beginning                                      | Jim Holdaway                                          | 1-12                                                  | 12                                                    | 1966-07-11 - 1966-07-23                               | T1, OT1, C 188, CM, S1                                |
| 9 | The Head Girls                                        | Jim Holdaway                                          | 993-1124                                              | 132                                                   | 1966-07-11 - 1966-12-10                               | T3, F4                                                |
| 10 | The Black Pearl                                       | Jim Holdaway                                          | 1125–1235                                             | 112 (111+1A)                                          | 1966-12-12 - 1967-04-22                               | T4, F4, S1                                            |
| 11 | The Magnified Man                                     | Jim Holdaway                                          | 1236–1349                                             | 114                                                   | 1967-04-24 - 1967-09-02                               | T4, F4                                                |
| 12 | The Jericho Caper                                     | Jim Holdaway                                          | 1350–1461                                             | 113 (112+1A)                                          | 1967-09-04 - 1968-01-13                               | T4, F3                                                |
| 13 | Bad Suki                                              | Jim Holdaway                                          | 1462–1574                                             | 113                                                   | 1968-01-15 - 1968-05-25                               | T5, OT8, F3                                           |
| 14 | The Galley Slaves                                     | Jim Holdaway                                          | 1575-1629 1630A-1688                                  | 115 (114+1A)                                          | 1968-05-27 - 1968-08-06 1968-09-11 - 1968-11-16       | T5, OT3, MB24                                         |
| [2] | The Killing Ground                                    | Jim Holdaway                                          | A1-A36                                                | 36                                                    | 1968-10-07 - 1968-11-16                               | T4, OT2, F3, C 207                                    |
| 15 | The Red Gryphon                                       | Jim Holdaway                                          | 1689–1794                                             | 107 (106+1A)                                          | 1968-11-18 - 1969-03-22                               | T5, OT3, C 211-213                                    |
| 16 | The Hell Makers                                       | Jim Holdaway                                          | 1795–1919                                             | 126 (125+1A)                                          | 1969-03-24 - 1969-08-16                               | T6, OT3, C 214-216                                    |
| 17 | Take-Over                                             | Jim Holdaway                                          | 1920–2043                                             | 125 (124+1A)                                          | 1969-08-18 - 1970-01-10                               | T6, OT4, C 217-219                                    |
| 18 | The War-LorDan Spiegle of Phoenix                     | Jim Holdaway ER                                       | 2044-2098 2099-2162                                   | 119                                                   | 1970-01-12 - 1970-03-16 1970-03-17 - 1970-05-30       | T6, OT4, C 220-222                                    |
| 19 | Willie the Djinn                                      | Enrique Badía Romero                                  | 2163–2282                                             | 120                                                   | 1970-06-01 - 1970-10-17                               | T7, OT4, C 223-225                                    |
| 20 | The Green-Eyed Monster                                | Enrique Badía Romero                                  | 2283–2388                                             | 107 (106+1A)                                          | 1970-10-19 - 1971-02-20                               | T7, OT5, C 226-228                                    |
| 21 | Death of a Jester                                     | Enrique Badía Romero                                  | 2389–2507                                             | 119                                                   | 1971-02-22 - 1971-07-10                               | T7, OT5, C 229-231                                    |
| 22 | The Stone Age Caper                                   | Enrique Badía Romero                                  | 2508–2627                                             | 120                                                   | 1971-07-12 - 1971-11-27                               | T8, OT5, C 232-234                                    |
| 23 | The Puppet Master                                     | Enrique Badía Romero                                  | 2628–2738                                             | 112 (111+1A)                                          | 1971-11-29 - 1972-04-08                               | T8, OT6, C 235-237                                    |
| 24 | With Love from Rufus                                  | Enrique Badía Romero                                  | 2739–2846                                             | 108                                                   | 1972-04-10 - 1972-08-12                               | T8, OT6                                               |
| 25 | The Bluebeard Affair                                  | Enrique Badía Romero                                  | 2847–2970                                             | 125 (124+1A)                                          | 1972-08-14 - 1973-01-06                               | T9, OT6                                               |
| 26 | The Gallows Bird                                      | Enrique Badía Romero                                  | 2971-3077                                             | 107                                                   | 1973-01-08 - 1973-05-12                               | T9, MB2                                               |
| 27 | The Wicked Gnomes                                     | Enrique Badía Romero                                  | 3078-3197                                             | 120                                                   | 1973-05-14 - 1973-09-29                               | T9, OT7                                               |
| 28 | The Iron God                                          | Enrique Badía Romero                                  | 3198-3309                                             | 111                                                   | 1973-10-01 - 1974-02-09                               | T9, OT7                                               |
| 29 | Take Me to Your Leader                                | Enrique Badía Romero                                  | 3310-3428                                             | 120 (119+1A)                                          | 1974-02-11 - 1974-07-01                               | T10, MB3                                              |
| 30 | Highland Witch                                        | Enrique Badía Romero                                  | 3429-3548                                             | 120                                                   | 1974-07-02 - 1974-11-16                               | T10, MB4                                              |
| 31 | Cry Wolf                                              | Enrique Badía Romero                                  | 3549-3638A                                            | 106 (90+16A)                                          | 1974-11-18 - 1975-03-25                               | T10, MB5                                              |
| 32 | The Reluctant Chaperon                                | Enrique Badía Romero                                  | 3639-3737                                             | 120 (99+21A)                                          | 1975-03-26 - 1975-08-14                               | T11, MB6                                              |
| 33 | The Greenwood Maid                                    | Enrique Badía Romero                                  | 3738-3829A                                            | 111 (92+19A)                                          | 1975-08-15 - 1976-01-02                               | T11, MB7                                              |
| 34 | Those About to Die                                    | Enrique Badía Romero                                  | 3830-3931A                                            | 123 (102+21A)                                         | 1976-01-05 - 1976-05-28                               | T11, MB8                                              |
| 35 | The INeville Colvina Trail                            | Enrique Badía Romero                                  | 3932-4031A                                            | 120 (100+20A)                                         | 1976-06-01 - 1976-10-20                               | T11, MB10                                             |
| 36 | The Vanishing DollybirDan Spiegle                     | Enrique Badía Romero                                  | 4032-4141A                                            | 132 (110+22A)                                         | 1976-10-21 - 1977-03-28                               | T12, MB11                                             |
| 37 | The Junk Men                                          | Enrique Badía Romero                                  | 4142-4241A                                            | 120 (100+20A)                                         | 1977-03-29 - 1977-08-19                               | T12, MB9                                              |
| 38 | Death Trap                                            | Enrique Badía Romero                                  | 4242-4341A                                            | 120 (100+20A)                                         | 1977-08-22 - 1978-01-20                               | T12, MB12                                             |
| 39 | Idaho George                                          | Enrique Badía Romero                                  | 4342-4447A                                            | 126 (106+20A)                                         | 1978-01-23 - 1978-06-16                               | T13, MB13                                             |
| 40 | The Golden Frog                                       | Enrique Badía Romero                                  | 4448-4542A                                            | 114 (95+19A)                                          | 1978-06-19 - 1978-10-31                               | T13, MB14                                             |
| 41 | Yellowstone Booty                                     | John M. Burns                                         | 4543-4647A                                            | 126 (105+21A)                                         | 1978-11-01 - 1979-03-30                               | T13, MB16                                             |
| 42 | Green Cobra                                           | John M. Burns                                         | 4648-4737A                                            | 108 (90+18A)                                          | 1979-04-02 - 1979-08-10                               | T14, MB15                                             |
| 43 | Eve and Adam                                          | John M. Burns Patrick Wright                          | 4738-4767A 4768-4837A                                 | 120 (100+20A)                                         | 1979-08-13 - 1979-11-24 1979-11-25 - 1980-01-04       | T14, MB17                                             |
| 44 | Brethren of Blaise                                    | Patrick Wright                                        | 4838-4932A                                            | 114 (95+19A)                                          | 1980-01-07 - 1980-05-23                               | T14, MB18                                             |
| 45 | Dossier on Pluto                                      | Neville Colvin                                        | 4933-5032A                                            | 120 (100+20A)                                         | 1980-05-27 - 1980-10-14                               | T15, MB19                                             |
| 46 | The Lady Killers                                      | Neville Colvin                                        | 5033-5127A                                            | 114 (95+19A)                                          | 1980-10-15 - 1981-03-03                               | T15, F5, C 238-240                                    |
| 47 | Garvin's Travels                                      | Neville Colvin                                        | 5128-5229A                                            | 120 (102+18A)                                         | 1981-03-04 - 1981-07-27                               | T15, F5, C 241 - 243                                  |
| 48 | The Scarlet Maiden                                    | Neville Colvin                                        | 5230-5329A                                            | 120 (100+20A)                                         | 1981-07-28 - 1981-12-16                               | T16, F5, C 244 - 246                                  |
| 49 | The Moonman                                           | Neville Colvin                                        | 5330-5424A                                            | 114 (95+19A)                                          | 1981-12-17 - 1982-05-07                               | T16, F6, C 247 - 249                                  |
| 50 | A Few Flowers for the Colonel                         | Neville Colvin                                        | 5425-5519A                                            | 114 (95+19A)                                          | 1982-05-10 - 1982-09-24                               | T16, F6, C 250 - 252                                  |
| 51 | The Balloonatic                                       | Neville Colvin                                        | 5520-5619A                                            | 120 (100+20A)                                         | 1982-09-27 - 1983-02-18                               | T17, F6, C 253 - 255                                  |
| 52 | Death in Slow Motion                                  | Neville Colvin                                        | 5620-5719A                                            | 120 (100+20A)                                         | 1983-02-21 - 1983-07-15                               | T17, F7, C 256 - 258                                  |
| 53 | The Alternative Man                                   | Neville Colvin                                        | 5720-5814A                                            | 114 (95+19A)                                          | 1983-07-18 - 1983-11-28                               | T17, F7, C 259 - 261                                  |
| 54 | Sweet Caroline                                        | Neville Colvin                                        | 5815-5914A                                            | 120 (100+20A)                                         | 1983-11-29 - 1984-04-19                               | T18, F7, C 262 - 264                                  |
| 55 | The Return of the Mammoth                             | Neville Colvin                                        | 5915-6014A                                            | 120 (100+20A)                                         | 1984-04-24 - 1984-09-14                               | T18, F8, C 265 - 267                                  |
| 56 | Plato's Republic                                      | Neville Colvin                                        | 6015-6114A                                            | 120 (100+20A)                                         | 1984-09-17 - 1985-02-06                               | T18, F8                                               |
| 57 | The Sword of the Bruce                                | Neville Colvin                                        | 6115-6214A                                            | 120 (100+20A)                                         | 1985-02-07 - 1985-07-02                               | T18, F8                                               |
| 58 | The Wild Boar                                         | Neville Colvin                                        | 6215-6314A                                            | 120 (100+20A)                                         | 1985-07-03 - 1985-11-20                               | T19, MB20                                             |
| 59 | Kali's Disciples                                      | Neville Colvin                                        | 6315-6414A                                            | 120 (100+20A)                                         | 1985-11-21 - 1986-05-16                               | T19, MB21                                             |
| 60 | The Double Agent                                      | Neville Colvin                                        | 6415-6519A                                            | 126 (105+21A)                                         | 1986-05-17 - 1986-09-15                               | T19, MB22                                             |
| 61 | Butch Cassidy Rides Again                             | Enrique Badía Romero                                  | 6520-6624A                                            | 126 (105+21A)                                         | 1986-09-16 - 1987-02-12                               | T20, MB1, MB25                                        |
| 62 | Million Dollar Game                                   | Enrique Badía Romero                                  | 6625-6724A                                            | 120 (100+20A)                                         | 1987-02-13 - 1987-07-08                               | T20, C 26-29                                          |
| 63 | The Vampire of Malvescu                               | Enrique Badía Romero                                  | 6725-6829A                                            | 126 (105+21A)                                         | 1987-07-09 - 1987-12-03                               | T20, A2, MB23                                         |
| 64 | Samantha and the Cherub                               | Enrique Badía Romero                                  | 6830-6934A                                            | 126 (105+21A)                                         | 1987-12-04 - 1988-05-06                               | T21, C 31-36, LB                                      |
| 65 | Milord                                                | Enrique Badía Romero                                  | 6935-7034A                                            | 120 (100+20A)                                         | 1988-05-09 - 1988-09-27                               | T21, C 40-42, LB                                      |
| 66 | Live Bait                                             | Enrique Badía Romero                                  | 7035-7134A                                            | 120 (100+20A)                                         | 1988-09-28 - 1989-02-17                               | T21, C 44-46, LB                                      |
| 67 | The Girl from the Future                              | Enrique Badía Romero                                  | 7135-7239A                                            | 126 (105+21A)                                         | 1989-02-20 - 1989-07-21                               | T22, C 47-49, LD                                      |
| 68 | The Big Mole                                          | Enrique Badía Romero                                  | 7240-7339A                                            | 120 (100+20A)                                         | 1989-07-24 - 1989-12-11                               | T22, C 50-52, LD                                      |
| 69 | Lady in the Dark                                      | Enrique Badía Romero                                  | 7340-7439A                                            | 120 (100+20A)                                         | 1989-12-12 - 1990-05-08                               | T22, C 53-56, LD                                      |
| 70 | Fiona                                                 | Enrique Badía Romero                                  | 7440-7544A                                            | 126 (105+21A)                                         | 1990-05-09 - 1990-10-09                               | T23, C 57-60                                          |
| 71 | Walkabout                                             | Enrique Badía Romero                                  | 7545-7649A                                            | 126 (105+21A)                                         | 1990-10-10 - 1991-03-11                               | T23, C 61-63                                          |
| 72 | The Girl in the Iron Mask                             | Enrique Badía Romero                                  | 7650-7749A                                            | 120 (100+20A)                                         | 1991-03-12 - 1991-08-02                               | T23, C 64-66                                          |
| 73 | The Young Mistress                                    | Enrique Badía Romero                                  | 7750-7854A                                            | 126 (105+21A)                                         | 1991-08-05 - 1992-01-06                               | T24, C 67-73                                          |
| 74 | Ivory DaNeville Colviner                              | Enrique Badía Romero                                  | 7855-7959A                                            | 126 (105+21A)                                         | 1992-01-07 - 1992-06-05                               | T24, C 73-77                                          |
| 75 | Our Friend Maude                                      | Enrique Badía Romero                                  | 7960-8064A                                            | 126 (105+21A)                                         | 1992-06-08 - 1992-11-02                               | T24, C 78-83                                          |
| 76 | A Present for the Princess                            | Enrique Badía Romero                                  | 8065-8174A                                            | 132 (110+22A)                                         | 1992-11-03 - 1993-04-08                               | C 84-88                                               |
| 77 | Black Queen's Pawn                                    | Enrique Badía Romero                                  | 8175-8279A                                            | 126 (105+21A)                                         | 1993-04-13 - 1993-09-10                               | C 89-93                                               |
| 78 | The Grim Joker                                        | Enrique Badía Romero                                  | 8280-8384A                                            | 126 (105+21A)                                         | 1993-09-13 - 1994-02-09                               | C 94-99                                               |
| 79 | Guido the Jinx                                        | Enrique Badía Romero                                  | 8385-8484A                                            | 120 (100+20A)                                         | 1994-02-10 - 1994-07-05                               | C 100-104                                             |
| 80 | The Killing Distance                                  | Enrique Badía Romero                                  | 8485-8589A                                            | 126 (105+21A)                                         | 1994-07-06 - 1994-11-30                               | C 105-109                                             |
| 81 | The Aristo                                            | Enrique Badía Romero                                  | 8590-8694A                                            | 126 (105+21A)                                         | 1994-12-01 - 1995-05-03                               | C 110-114                                             |
| [3] | Modesty Blaise                                        | Dan Spiegle & Dick Giordano                           | 141 pages                                             | 141 pages                                             | 1994-12                                               |                                                       |
| 82 | Ripper Jax                                            | Enrique Badía Romero                                  | 8695-8799A                                            | 126 (105+21A)                                         | 1995-05-04 - 1995-10-02                               | C 115-119                                             |
| 83 | The Maori Contract                                    | Enrique Badía Romero                                  | 8800-8904A                                            | 126 (105+21A)                                         | 1995-10-03 - 1996-03-01                               | C 120-124                                             |
| 84 | Honeygun                                              | Enrique Badía Romero                                  | 8905-9009A                                            | 126 (105+21A)                                         | 1996-03-04 - 1996-08-02                               | C 125-130                                             |
| 85 | Durango                                               | Enrique Badía Romero                                  | 9010-9114A                                            | 126 (105+21A)                                         | 1996-08-05 - 1997-01-03                               | CS, C 131-133                                         |
| 86 | The Murder Frame                                      | Enrique Badía Romero                                  | 9115-9219A                                            | 126 (105+21A)                                         | 1997-01-06 - 1997-06-06                               | C 134-138                                             |
| 87 | Fraser's Story                                        | Enrique Badía Romero                                  | 9220-9324A                                            | 126 (105+21A)                                         | 1997-06-09 - 1997-11-03                               | C 139-143                                             |
| 88 | Tribute of the Pharaoh                                | Enrique Badía Romero                                  | 9325-9429A                                            | 126 (105+21A)                                         | 1997-11-04 - 1998-05-03                               | C 144-148                                             |
| 89 | The Special Orders                                    | Enrique Badía Romero                                  | 9430-9534A                                            | 126 (105+21A)                                         | 1998-05-06 - 1998-09-04                               | C 149-152                                             |
| 90 | The Hanging Judge                                     | Enrique Badía Romero                                  | 9535-9644A                                            | 132 (110+22A)                                         | 1998-09-07 - 1999-02-10                               | C 153-158                                             |
| 91 | Children of Lucifer                                   | Enrique Badía Romero                                  | 9645-9749A                                            | 126 (105+21A)                                         | 1999-02-11 - 1999-07-13                               | C 159-163                                             |
| 92 | Death Symbol                                          | Enrique Badía Romero                                  | 9750-9859A                                            | 132 (110+22A)                                         | 1999-07-14 - 1999-12-15                               | C 164-169                                             |
| 93 | The Last Aristocrat                                   | Enrique Badía Romero                                  | 9860-9964A                                            | 126 (105+21A)                                         | 1999-12-16 - 2000-05-19                               | C 170-175                                             |
| 94 | The Killing Game                                      | Enrique Badía Romero                                  | 9965-10069A                                           | 126 (105+21A)                                         | 2000-05-22 - 2000-10-17                               | C 176-181                                             |
| 95 | The Zombie                                            | Enrique Badía Romero                                  | 10070-10183                                           | 135 (114+21A)                                         | 2000-10-18 - 2001-04-11                               | C 182-187                                             |
| [4] | The Dark Angels                                       | Enrique Badía Romero                                  | 46 pages                                              | 46 pages                                              | 2002-06-13 - 2002-07-11                               | C 200, 208 (cover)                                    |
| 1. Numérotée SP1 ou plus fréquemment 8a. Une introduction à l'histoire de Modesty Blaise. 2. Numérotée SP2 ou plus fréquemment 14a. Publié dans les journaux écossais après un conflit industriel en Angleterre. 3. Numérotée SP3 ou plus fréquemment non numérotée. Roman graphique basé sur le premier roman de Modesty Blaise publié chez DC Comics. 4. Numérotée SP4 ou plus fréquemment 96. Version comic book d'une nouvelle tirée du recueil Cobra Trap. Publiée à l'origine dans le magazine suédois Agent X9, no 7-8, 2002. |                                                       |                                                       |                                                       |                                                       |                                                       |                                                       |

## Films
Après le succès initial du comic strip, British Lion Films annonce la production d'un film Modesty Blaise film qui doit être écrit par Sidney Gilliat mais qui ne sera jamais réalisé.
Un film intitulé Modesty Blaise, vaguement basé sur le comic strip, est tourné en 1966. Il est réalisé par Joseph Losey avec Monica Vitti dans le rôle de Modesty, Terence Stamp dans celui de Willie Garvin et Dirk Bogarde dans le rôle de Gabriel. Même si c'est Peter O'Donnell qui écrit la première ébauche du scénario, le script sera profondément retouché par d'autres avant le début du tournage et le film ne comporte que très peu de ressemblance avec la vision de Peter O'Donnell, que ce soit en matière de ton, de thème ou de caractérisation. Par exemple, une histoire d'amour s'épanouit entre Willie et Modesty, alors même que le comic strip établit clairement que leur relation n'est que platonique. Le film comporte également plusieurs numéros de musique. Ce film n'a connu qu'un succès limité.
En 1982, un pilote d'une heure est réalisé pour un projet de série télévisée Modesty Blaise (en), avec Ann Turkel dans le rôle de Modesty Blaise et Lewis Van Bergen (en) dans celui de Willie Garvin. Le film est diffusé sur ABC Network et reçoit une critique positive, mais la série ne sera pas produite. Il s'agit d'une tentative d'adaptation un petit peu plus sérieuse que la comédie théâtrale de 1966. Dans ce pilote, le décor n'est plus Londres, mais Hollywood, et Willie comme Tarrant deviennent Américains.
En 2003, un film direct-to-video intitulé My Name Is Modesty est réalisé par Scott Spiegel avec l'actrice britannique Alexandra Staden (d) dans le rôle de Modesty Blaise. Bien que la promotion le présente comme le premier d'une série, aucun autre film ne verra le jour. L'une des différences qui saute aux yeux entre le film et l'œuvre de Peter O'Donnell est qu'il s'agit d'une préquelle à l'histoire établie de Modesty comme parrain du crime ; en conséquence, le personnage de Willie Garvin n'apparaît pas.
Quentin Tarantino a eu pendant des années comme projet de tourner un Modesty Blaise ; Neil Gaiman a même écrit un script basé sur le roman de Peter O'Donnell, Modesty Blaise et son médium (I, Lucifer). À ce jour, rien n'en a résulté. Tarantino a soutenu la sortie de My Name Is Modesty en autorisant qu'il paraisse sous le label Quentin Tarantino présente.... Dans le film de Tarantino Pulp Fiction, on voit Vincent Vega (joué par John Travolta) en train de lire un exemplaire de Modesty Blaise aux toilettes.

## Romans et nouvelles
En 1966, Peter O'Donnell est invité à écrire un roman en lien avec le film. Ce roman, intitulé simplement Modesty Blaise, se base sur son scénario original et connaît un succès considérablement supérieur à celui du film lui-même (il faut dire aussi qu'il sera publié un an avant la sortie du film). Au cours des décennies suivantes, O'Donnell écrira onze romans de Modesty Blaise et deux recueil de nouvelles. Plusieurs nouvelles sont soit des adaptations des comic strips déjà parus, soit seront adaptées en strips, et il arrive fréquemment que les personnages d'un support passent à l'autre. Tous les romans, à l'exception de Modesty Blaise et le pince-fesse (Pieces of Modesty), sont d'abord sortis en édition reliée et ont ensuite connus plusieurs éditions brochées.
Au début des années 2000, Souvenir Press commence à rééditer une série de livres brochés de Modesty Blaise, en utilisant les couvertures de la 1re édition reliée et conclut en 2006 par une réédition de Cobra Trap. Souvenir Press obtient ultérieurement les droits sur le recueil de nouvelles Modesty Blaise et le pince-fesse et le réédite en mars 2010, assorti d'une nouvelle couverture inspirée de la couverture du premier roman de Modesty Blaise.
En 2008, Penguin Books of India réédite l'intégralité de la série.
Le livre de Charles Stross, The Apocalypse Codex (2012) est, selon l'auteur, un « hommage à Modesty Blaise ».
- Modesty Blaise (1965), paru en français sous le même titre;
- Sabre-Tooth (1966), paru en français sous le titre Modesty Blaise et les affreux;
- I, Lucifer (1967), paru en français sous le titre Modesty Blaise et son médium;
- A Taste for Death (1969), paru en français sous le titre Modesty Blaise et l'Homme-Montagne;
- The Impossible Virgin (1971), paru en français sous le titre La vierge inaccessible;
- Pieces of Modesty (1972), paru en français sous le titre Modesty Blaise et le pince-fesse: nouvelles;
- The Silver Mistress (1973), paru en français sous le titre Modesty Blaise: la Nymphe d'argent;
- Last Day in Limbo (1976), paru en français sous le titre Modesty Blaise et les milliardaires;
- Dragon's Claw (1978), paru en français sous le titre Modesty Blaise dans les griffes du Dragon;
- The Xanadu Talisman (1981)
- The Night of Morningstar (1982)
- Dead Man's Handle (1985)
- Cobra Trap (1996)

Le dernier livre de Peter O'Donnell, Cobra Trap, est aussi le plus controversé, car la dernière nouvelle du recueil, celle qui lui donne son titre, se termine par la mort de Modesty et Willie (et laisse entrevoir une vie après la mort), alors que le comic strip continuera de paraître pendant plusieurs années ; en conséquence, de nombreux fans de toujours se refuseront à lire Cobra Trap. Par contraste, O'Donnell terminera le comic strip sur une note nettement plus optimiste.

### Différences entre les comic strips et les romans
De manière générale, les romans reprennent les personnages précédemment publiés dans le comic strip, mais un nombre considérable de détails diffèrent. L'un des exemples de ces divergences est la manière dont Modesty est initialement recrutée par Sir Gerald Tarrant : bien que le strip (La Machine - 1963) et le roman (Modesty Blaise - 1965) comportent des similitudes, et que dans les deux cas Tarrant parvienne à ses fins, les moyens diffèrent. Dans le strip, Tarrant s'appuie sur la validité du mariage de Modesty (et donc sur la remise en cause de son droit à la nationalité britannique et de son droit à résider en Angleterre), tandis que dans le roman, il lui offre des informations qui lui permettent de sauver la vie de Willie Garvin (et en fait ainsi son obligée). Le nom de son mari est donné dans le strip ; le mariage a lieu en 1960 et il meurt en 1961. Dans le roman, il n'est pas nommé et le mariage a lieu en 1962.
Il arrive également que les personnages apparaissent d’abord dans les romans et ensuite dans le comic strip. Steve Collier fait son apparition dans Modesty Blaise et son médium (1967) et sa future épouse Dinah dans Modesty Blaise et l'Homme-montagne (1969), mais ils n'apparaîtront dans le strip que dans Lady in the Dark (1989).

## Comics
En Suède, le strip est publié sans interruption depuis 1969 dans un magazine de comics d'aventure du nom de Agent X-9 Comic (après la fusion du magazine Agent Modesty Blaise, dont la publication avait débuté en 1967, avec le magazine X9). De nombreuses histoires de Peter O'Donnell y sont éditées en avant-première (en suédois) et aujourd'hui encore, le magazine continue à publier tous les mois une histoire de Modesty Blaise, tirée des archives. Lorsque le strip cesse de paraître, O'Donnell donne à Romero la permission de dessiner une ultime histoire de Modesty Blaise directement pour le magazine Agent X9. Les deux parties, publiées en 2002, sont basées sur un script inédit de Peter O'Donnell intitulé The Dark Angels, qu'il avait précédemment adapté pour le recueil de nouvelles Cobra Trap. Romero a également peint des couvertures originales pour le magazine Agent X9.
En Inde, Modesty connaît un énorme succès et ses aventures ont été publiées dans de nombreux magazines à partir de 1971. Modesty est apparu dans Kalki Magazine (1971), Kumudam Magazine (1972), Muthu Comics (1975), Lion Comics (de 1984 à aujourd’hui), Rani Comics (1990–2002) et Comic World (1998) (en tamoul). Elles ont également été publiées en Angleterre par Spectrum Comics (1985–1986). Bien que d'autres magazines aient cessé déditer Modesty Blaise, Lion Comics continue à publier ses histoires régulièrement.
Le magazine américain Comics Revue continue également de rééditer le strip et reste à ce jour le seul éditeur à avoir publié une version anglaise de The Dark Angels.
En 1994, DC Comics publie une adaptation du roman Modesty Blaise sous forme de roman graphique dessiné par Dan Spiegle et Dick Giordano.

## Audio
Last Day in Limbo (Modesty Blaise et les milliardaires) a été adapté par BBC World Service sous forme de drama radio en six épisodes en 1978 avec Barbara Kellerman dans le rôle de Modesty, James Bolam dans celui de Willie et Richard Vernon dans celui de Tarrant.
A Taste for Death (Modesty Blaise et l'Homme-Montagne) a été adapté pour la radio en 2012 (diffusé du 17 au 21 décembre) en cinq épisodes de 15 minutes sur BBC Radio 4 dans une adaptation de Stef Penney, produite et dirigée par Kate McAll, avec Daphne Alexander dans le rôle de Modesty, Carl Prekopp dans celui de Willie, Alun Armstrong dans celui de Sir Gerald Tarrant, Sam Dale dans celui de Simon Delicata, Geoffrey Streatfeild dans celui de Steve Collier et Samantha Dakin dans le celui Dinah Pilgrim.
Au début des années 1980, paraît un enregistrement sur cassette audio de la nouvelle J'avais rendez-vous avec Lady Janet (I Had a Date with Lady Janet, tirée du recueil Modesty Blaise et le pince-fesse), avec la voix de John Thaw; l'histoire est un récit à la première personne dont le narrateur est Willie Garvin.

## Modesty Blaise et les voitures
- Modesty conduit une Daimler SP250 ivoire dans les deux premiers romans, ainsi que dans les strips La Machine (1963), The Mind of Mrs Drake (1965) et The Head Girls (1966).
- Modesty et Willie conduisent également une Aston Martin DB5 dans La Machine (1963), une voiture qui ne sera associée à James Bond qu'à partir de la sortie du film Goldfinger l'année suivante (dans le roman Goldfinger Bond conduit un modèle plus ancien, une Aston Martin DB Mark III).
- Dans le troisième roman, Modesty Blaise et son médium, Modesty conduit une Reliant Sabre (en) Six
- Dans le strip The Jericho Caper (1967), Willie possède une Jensen FF (en), la version quatre roues motrices de la Jensen Interceptor, une voiture dotée d'un moteur américain V8 et une carrosserie manufacturée en Grande-Bretagne. Cette voiture, que conduisent aussi bien Modesty que Willie, apparaîtra dans les strips à de nombreuses occasions au cours des années suivantes ainsi que dans les romans Modesty Blaise et l'Homme-montagne et La Vierge inaccessible.
- Dans Modesty Blaise et l'Homme-montagne, Willie conduit également une Lotus Elan.
- Le comic strip contient une brève apparition d'une Rolls-Royce Silver Ghost 1911.
- Modesty possède une voiture de luxe, une Rolls-Royce dont le chauffeur est Weng, mais dont le modèle varie. Dans le comic strip The Head Girls, elle possède une Rolls-Royce Silver Cloud III Mulliner Park Ward Drop Head Coupe.
- Lorsqu'elle est en France, Modesty utilise souvent les divers modèles de Citroën DS.
- En Finlande, Modesty conduit une Volvo 144S de location et Willie un Land Rover.
- À l'époque du Réseau, Garvin conduisait une Mercedes 450 SL (comme nous l'apprend le flashback du roman The Night Of Morningstar [1982]).
- En Amérique du Sud, Modesty et Willie utilisent un modèle de Mercedes non-spécifié, qui appartient apparemment à l'un ou à l'autre.

## Modesty Blaise et la musique
- En 1966, Dalida enregistre une chanson intitulée Modesty Blaise, basée sur le personnage de Modesty Blaise et publiée sur EP 45 tours (Barclay 70 997 M)[14].
- Le thème de la chanson « Modesty (Modesty Blaise Theme) » du film de Losey est chantée par David and Jonathan (en), sur une musique de John Dankworth et des paroles de Benny Green (en). Elle est publiée sur l'album de la BO paru chez 20th Century Fox (S 4182) et également sous forme de single chez Fontana label. L'album fait l'objet d'un CD paru chez Harkit (HRKCD 8003) en 2001.
- Le groupe de rock Sparks a écrit et enregistré une chanson qui aurait dû être le thème de la série TV qui n'a jamais vu le jour. Sous le titre de « Modesty Plays » modifié de manière à éviter une infraction à la propriété intellectuelle, elle est publiée en 1982 dans un single sorti uniquement en France et sera reprise par la suite dans une nouvelle version sur leur album Music That You Can Dance To (1986). Le chanteur Russell Mael admet qu'il chante en réalité « Blaise » et non « Plays »[15].
- Dans son album Blue de 1992, Closterkeller (en), un groupe de gothique polonais, enregistre une chanson intitulée Modesty Blaise, basée sur le personnage de Modesty Blaise.
- Le concept de l'album (1992) Modesty du groupe de pop rock ex-Yougoslavie Bel Tempo s'inspire du personnage de Modesty Blaise.
- Le suédois Montt Mardié (en) ouvre son album Drama (2005) par une chanson intitulée Modesty Blaise.
- Maja Ivarsson la chanteuse du groupe The Sounds arbore un tatouage de Modesty Blaise sur l'avant-bras droit.

## Influence de Modesty Blaise dans d'autres domaines
- Immodesty Blaise, une danseuse burlesque britannique s'inspire du personnage de Modesty Blaise.
- Dans le film Pulp Fiction de Quentin Tarantino, le personnage interprété par John Travolta lit Modesty Blaise juste avant d'être tué.
- La manière dont Modesty Blaise est contrainte de devenir une espionne (chantage sur sa nationalité) ainsi que ses anciennes activités de voleuse, se retrouvent dans le personnage de Lady S., héroïne de la bd du même nom, scénarisée par Jean Van Hamme et dessinée par Philippe Aymond.
- Dans son roman Det blod som spillts (Le sang versé) paru en 2004, Åsa Larsson rapproche à plusieurs reprises son héroïne de Modesty Blaise.